# توالت گودالی

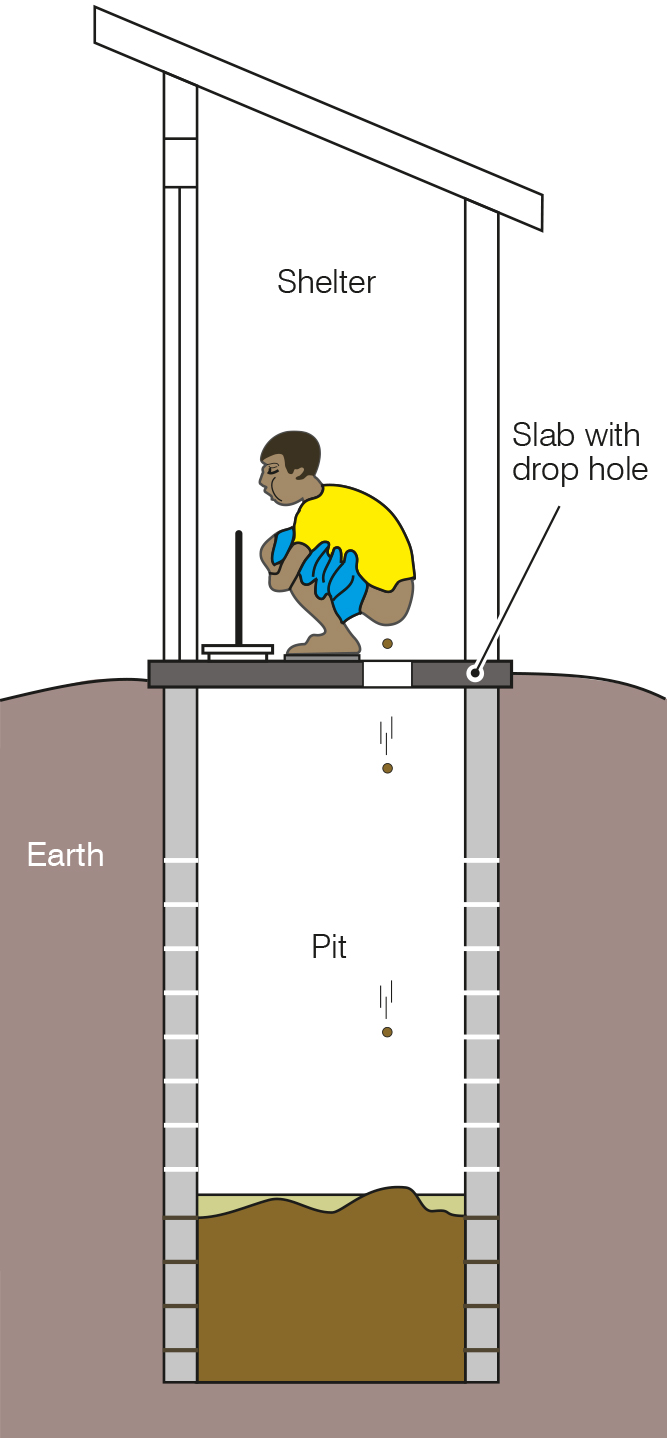
ترسیم یک مستراح گودالی با استفاده از یک کاسه توالت و پناهگاه.

مستراح گودالی یا توالت گودالی نوعی توالت است که در آن مدفوع انسان در یک گودال در زمین جمع می‌شود. در این نوع توالت‌ها معمولاً یا هیچ آبی استفاده نمی‌شود یا یک تا سه لیتر برای سیفون با سیفون‌های مخصوص مستراح گودالی به کار می‌رود. این نوع توالت در صورتی که به درستی ساخته و نگهداری شود، با کاهش قرارگیری مدفوع انسان در محیط و جلوگیری از قضای حاجت در فضای باز از انتقال بیماری جلوگیری می‌نماید. این امر از انتقال عوامل بیماری‌زا توسط مگس‌ها از مدفوع به غذا پیشگیری می‌کند. این عوامل بیماری‌زا عامل اصلی اسهال عفونی و عفونت ناشی از کرم روده هستند. اسهال عفونی در سال ۲۰۱۱ باعث مرگ هفتصد هزار کودک زیر پنج سال شد و ۲۵۰ میلیون کودک روزهایی از مدرسه را به علت این بیماری از دست دادند. «مستراح گودالی» کم‌هزینه‌ترین روش دور کردن مدفوع از افراد است.
مستراح گودالی معمولاً شامل سه قسمت اصلی است: یک سوراخ در زمین، یک تخته یا سطح با سوراخی کوچک در آن و یک پناهگاه. گودال معمولاً دارای ۳ متر (۱۰ پا) عمق، و یک متر (۳٫۲ پا) عرض است. سازمان بهداشت جهانی توصیه می‌کند که این نوع توالت‌ها با فاصله‌ای مناسب از خانه‌ها ساخته شوند تا دسترسی سریعی فراهم باشد و در عین حال بوی بد نیز افراد را آزار ندهد. فاصله از آب‌های زیرزمینی و آب‌های سطحی بایستی آن قدر باشد که خطر آلودگی کاهش یابد. سوراخ درون آن تخته نباید بیش از ۲۵ سانتی‌متر (۹٫۸ اینچ) باشد تا مبادا کودکان درون آن بیفتند. از ورود نور به درون گودال باید جلوگیری کرد تا ورود مگس‌ها محدود شود.  برای این کار ممکن است، لازم باشد در مواقعی که از توالت استفاده نمی‌شود، یک سرپوش برای پوشاندن سطح گودال به کار رود. هنگامی که گودال تا نیم متر مانده به سطح پر شد، بایستی آن را خالی کرد یا یک گودال جدید ساخت و پناهگاه را به جای جدید برد. این که با رسوب ناشی از مدفوع چه کار شود، کمی پیچیده‌است. اگر اقدام مناسبی برای آن صورت نگیرد، هم خطرات محیطی و هم خطر برای سلامت افراد دارد.
یک مستراح گودالی به چند روش بهینه می‌شود. یک راه آن است که لوله‌ای برای تهویه به بالای ساختار اضافه گردد.  با این کار جریان هوا بهتر می‌شود و بوی بد توالت کاهش می‌یابد.  بدین وسیله، اگر یک توری (معمولاً از جنس فایبرگلاس) روی لوله گذاشته شود، از ورود مگس‌ها به داخل توالت جلوگیری می‌گردد.  در این صورت دیگر لازم نیست که روی سوراخ سطحی پوشانده شود. از دیگر اقداماتی که می‌توان برای بهتر کردن این نوع توالت‌ها انجام داد، یکی ساخت نوعی سطح است که مایع از گودال خارج شود و مورد دیگر، تقویت قسمت بالایی گودال با استفاده از آجر یا سیمان تا ثبات بیشتر شود.
تا سال ۲۰۱۳، ۱٫۷۷ میلیارد نفر از توالت‌های گودالی استفاده کرده‌اند. این استفاده بیشتر در جهان در حال توسعه و همین‌طور در مناطق روستایی و صحرایی صورت می‌گیرد. در سال ۲۰۱۱، حدود ۲٫۵ میلیارد نفر به توالت‌های مناسب دسترسی نداشته‌اند و یک میلیارد نفر به قضای حاجت در فضای باز محیط اطراف روی آوردند. کشورهای جنوب آسیا و جنوب صحرای آفریقا نامناسب‌ترین شکل دسترسی به توالت را دارند. در کشورهای در حال توسعه، ساخت یک مستراح گودالی ساده معمولاً بین ۲۵ تا ۶۰ دلار هزینه دارد. هزینه‌های نگهداری جاری برای هر نفر در سال، بین ۱٫۵ تا ۴ دلار است که اغلب به حساب نمی‌آید. در برخی مناطق روستایی هند کمپینی تشکیل شده که شعار آن این است: «بدون توالت، خبری از عروس نیست» و طی آن زنان تشویق می‌شوند که از ازدواج با مردانی که نتوانند یک توالت مهیا کنند، خودداری نمایند.